# Samo Gostiša
Samo Gostiša (né le 16 septembre 1972 à Logatec) est un ancien sauteur à ski slovène.

## Palmarès

### Jeux Olympiques
| Épreuve / Édition | Albertville 1992 | Lillehammer 1994 |
| Petit Tremplin    | 12e              | 28e              |
| Grand Tremplin    | 22e              |                  |
| Par Equipes       | 6e               | 9e               |

### Championnats du monde
| Épreuve / Édition | Falun 1993 |
| Petit Tremplin    | 6e         |
| Grand Tremplin    | 18e        |

### Championnats du monde de vol à ski
| Épreuve / Édition | Harrachov 1992 | Planica 1994 | Kulm 1996 |
| Individuel        | 6e             | 34e          | 25e       |

### Coupe du monde
- Meilleur classement final: 18e en 1992.
- Meilleur résultat: 6e.